# 蜜蜂之书
《蜜蜂之书》（羅馬化：Ktābā d-debboritā）是一部古典叙利亚语的基督教神学书籍，包含了大量圣经故事。1222年由当时聂斯脱里派教会的巴士拉都主教阿赫拉特的所罗门编写。
该书共55个章节，主要内容包括创世、天堂和现世、天地结构、天国、旧约诸族长、新约事件、国王和族长名单、景教传教士、殉道者及其圣物、末日审判等各种有关基督教的主题。
书名取自该书内容就像蜜蜂从各种花朵里采取花蜜一样，编者从各种典籍中采撷、汇编精华的段落汇集到这一部书中。虽然该书主要资料来源是《圣经》及《经外书》，但还有一些取自其它资料的内容，如有来自《宝藏洞窟》中的内容。另一个特征是作者十分珍视自己的母语阿拉米语（叙利亚语），并在书中内容里有所体现。
《蜜蜂之书》在当地基督教团体中非常流行，一直流传到19世纪。
该书完成后不久即有阿拉伯语译本。1866年，德国天主教神学家约瑟夫·舍恩费尔德将该书翻译成了拉丁语出版。1886年英国东方学家沃利斯・巴奇爵士出版了附带叙利亚文本的英译本。